# NGC 2356
NGC 2356 ist die Bezeichnung für einen offenen Sternhaufen im Sternbild Zwillinge. NGC 2356 hat einen Winkeldurchmesser von 8 Bogenminuten und eine Helligkeit von 9,7 mag. Der Sternhaufen wurde am 8. März 1784 von dem Astronomen William Herschel beobachtet. 8 Tage später beobachtete er den Sternhaufen nochmals, dieser im New General Catalogue als NGC 2355 verzeichnet ist.